# Somalia na Letnich Igrzyskach Olimpijskich 2000
Reprezentacja Somalii na Letnich Igrzyskach Olimpijskich 2000 w Sydney liczyła dwie osoby, jednego mężczyznę i jedną kobietę.

## Występy reprezentantów Somalii

### Lekkoatletyka
Mężczyźni 1500m
- Ibrahim Mohamud Aden Gedi

1. Runda 1 – 03:40.33 (nie awansował dalej)
Kobiety 400m
- Safia Abukar Hussein

1. Runda 1 – 01:13.25 (nie awansowała dalej)